# Клајнова таблица сексуалне оријентације
Клајнова таблица сексуалне оријентације или КТСО (енгл. Klein Sexual Orientation Grid; KSOG), коју је развио Фриц Клајн, има за циљ да измери сексуалну оријентацију, тако што представља надоградњу над ранијом Кинсијевом скалом. Клајн је први пут описао КТСО у својој књизи из 1978. године The Bisexual Option.
Као одговор на критике да Кинсијева скала мери само две димензије сексуалне оријентације, Клајн је развио вишедимензиону таблицу за описивање сексуалне оријентације. За разлику од Кинсијеве скале, Клајнова таблица истражује сексуалну оријентацију у прошлости, садашњости и идеализованој будућности, у односу на седам фактора за сваки аспект, тако да укупно има 21 вредност. КТСО користи вредности од 1 до 7, а не од 0 до 6 као у Кинсијевој скали, како би описала континуум привлачења од искључиво супротнополног до искључиво истополног.
КТСО се често користи као алат у истраживању. Студије које користе КТСО користиле су кластерисање за истраживање шаблона у оквиру 21 параметра КТСО, где је у једном случају предложен модел од 5 лабела за оријентације (стрејт, би-стрејт, би-би, би-геј и геј). КТСО се такође користила за студије терапије конверзије.

## Преглед
Уведена у Клајновој књизи The Bisexual Option, КТСО користи скалу од 7 степени да процени седан различитих димензија сексуалности у три различите тачке у животу особе: прошлост (од ране адолесценције до пре годину дана), садашњост (у оквиру последњих 12 месеци), и идеал (шта би се особа изабрала да може).
| Променљива | Променљива                    | Одрадница                                                                          | Прошлост | Садашњост | Идеал |
| ---------- | ----------------------------- | ---------------------------------------------------------------------------------- | -------- | --------- | ----- |
| A          | Сексуална привлачност         | Ко вас сексуално привлачи?                                                         | 1–7      | 1–7       | 1–7   |
| B          | Сексуално понашање            | Са ким сте имали секс?                                                             | 1–7      | 1–7       | 1–7   |
| C          | Сексуалне фантазије           | О коме су ваше сексуалне фантазије?                                                | 1–7      | 1–7       | 1–7   |
| D          | Емотивна преференција         | Ко вам је ближи емотивно?                                                          | 1–7      | 1–7       | 1–7   |
| E          | Друштвена преференција        | Са којим родом се дружите?                                                         | 1–7      | 1–7       | 1–7   |
| F          | Преференција у животном стилу | У којој заједници волите да проводите своје време? У којој се осећате најудобније? | 1–7      | 1–7       | 1–7   |
| G          | Самоидентификација            | Како се обележавате или идентификујете?                                            | 1–7      | 1–7       | 1–7   |

| 1                      | 2                     | 3                      | 4                   | 5                  | 6                 | 7                  |
| ---------------------- | --------------------- | ---------------------- | ------------------- | ------------------ | ----------------- | ------------------ |
| искључиво супротан пол | углавном супротан пол | супротан пол мало више | оба пола подједнако | исти пол мало више | углавном исти пол | искључиво исти пол |

| 1                         | 2                        | 3                         | 4                                          | 5                       | 6                      | 7                       |
| ------------------------- | ------------------------ | ------------------------- | ------------------------------------------ | ----------------------- | ---------------------- | ----------------------- |
| искључиво хетеросексуално | углавном хетеросексуално | хетеросексуално мало више | хетеросексуално и хомосексуално подједнако | хомосексуално мало више | углавном хомосексуално | искључиво хомосексуално |

## Недостаци
Иако је препознао да ова таблица истражује далеко више димензија сексуалне оријентације од претходних скала, Клајн је препознао да изоставља следеће аспекте сексуалне оријентације:
- старост партнера
- разлику између љубави и пријатељства, у променљивој за емотивну преференцију
- разлику између сексуалне жеље и лимеренције (привлачности према конкретној особи), у променљивој за сексуалну привлачност
- да ли се сексуална активност односи на број партнера или број догађаја
- родне улоге као и маскулине и феминине улоге

Док је Клајн веровао да је укључење већег броја димензија сексуалне оријентације боље, Вајнрич и други (1993) су били становишта да све димензије КТСО делују да мере исти конструкт. Студија је спровела факторску анализу КТСО да би видела колико ће се фактора појавити у два различита узорка. У обе групе, први фактор који се појавио утицао је значајно на свих 21 ставки из таблице, што је значило да је овај фактор утицао на већи део варијансе. Даље су нашли да се појавио други фактор који је садржао временске димензије друштвених и емотивних преференција, што је сугерисало да су те димензије можда мериле нешто што није сексуална оријентација. Стога, упркос чињеници да је таблица корисна за промоцију концепта сексуалне оријентације као мултидимензионалног и динамичког, додатне измерене димензије не откривају обавезно ишта тачнији опис нечије свеукупне сексуалне оријентације од Кинсијеве скале.
Још једна замерка КТСО је да различите димензије сексуалне оријентације можда не идентификују све људе поједине оријентације на исти начин. Мере сексуалне привлачности, сексуалне активности и сексуалног идентитета идентификују различите (мада често преклапајуће) популације. Лауман и остали (1994) су нашли да од 8,6% жена које пријављују неку истородну сексуалност, 88% је пријавило истородну сексуалну привлачност, 41% неко истородно сексуално понашање, а 16% је пријавло лезбејски или геј идентитет. Према томе, није јасно шта тачно скала мери, јер у зависности од тога који аспект се узме у обзир, сексуална оријентација може али не мора бити откривена.